# Муравьёв, Артур Алексеевич
Арту́р Алексе́евич Муравьёв (род. 5 февраля 1965, Клин, СССР) — российский государственный и политический деятель, полномочный представитель Президента Российской Федерации в Совете Федерации (с 29 октября 2013 года), депутат Государственной Думы первого созыва (1993 — 1996), первый заместитель председателя Госкомрезерва России (1998—1999), заместитель начальника управления Главного управления внутренней политики Президента РФ (2001—2002), заместитель начальника Государственно-правового управления Президента РФ (2002—2012), заместитель начальника Управления Президента РФ по работе с обращениями граждан и организаций (2012—2013).
Действительный государственный советник Российской Федерации 1 класса (10 декабря 2013 года).